# 과티타
과티타(스페인어: guatita)는 에콰도르의 양 요리이다. 과거에는 트레인타이우노(스페인어: treintaiüno)로도 불렸다. 에콰도르의 국민 음식 가운데 하나이기도 하다.

## 이름
스페인어 "과티타(guatita)"는 "배, 속"을 뜻하는 "과타(guata)"에 지소형 접사 "-이타(-ita)"를 붙인 말이다.

## 만들기
오렌지 즙이나 레몬 즙으로 깨끗이 씻은 쇠양을 고수, 파, 마늘 등 향신채, 쿠민가루 등 향신료와 함께 압력솥에 푹 삶는다. 팬에 붉은 팜유를 두르고, 피망, 양파 등 향신채를 쿠민가루 등 향신료, 오레가노 등 마른 허브와 볶다가, 땅콩버터와 우유, 소금, 감자와 삶은 양, 양을 삶은 육수를 넣어 끓인다. 감자가 익으면 고수를 곁들여 낸다.

## 같이 보기
- 메누도
- 몬동고
- 카우 카우
- 파타스카